# Helles

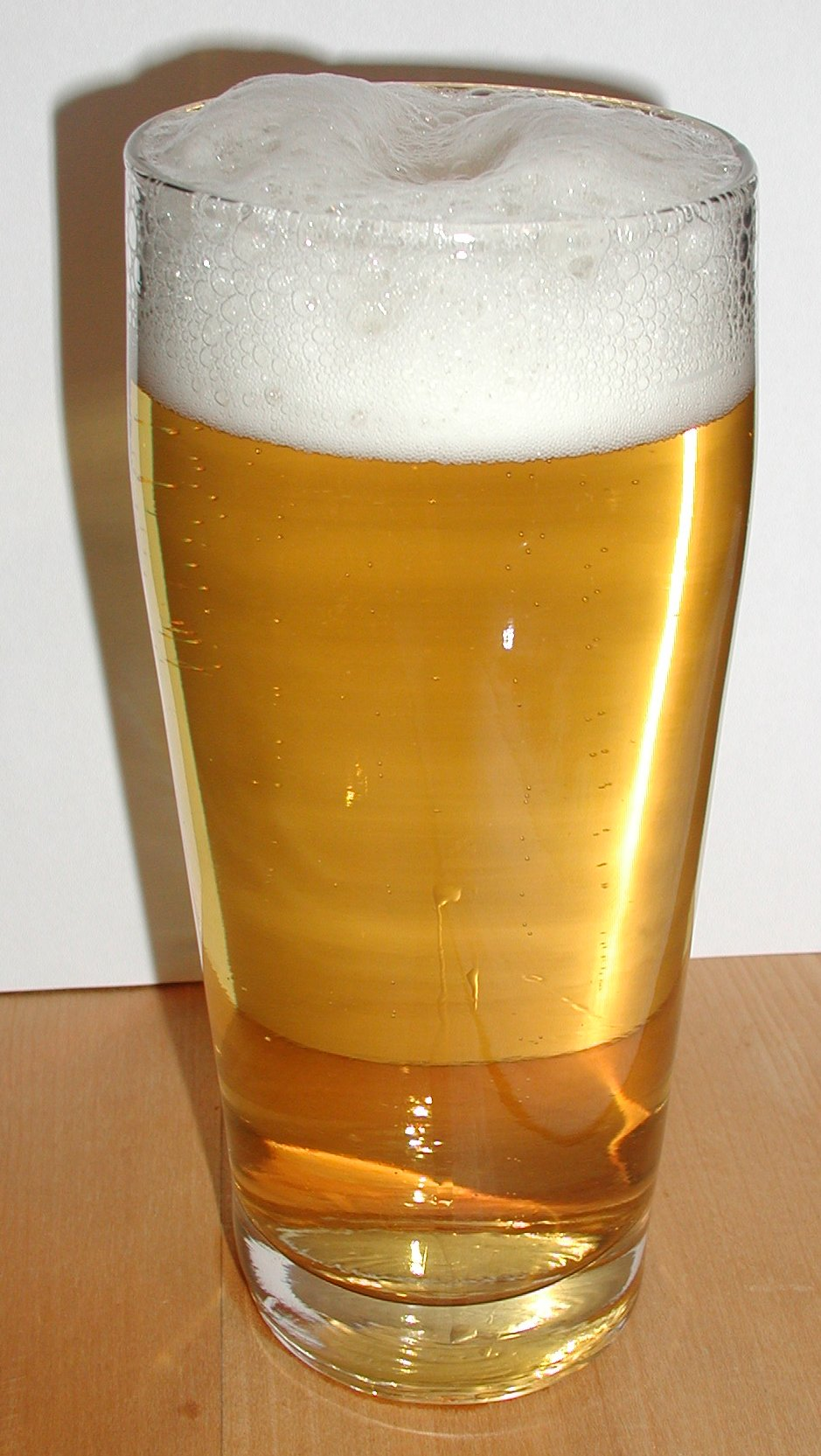
Cerveza Helles.

La cerveza Helles (en español, 'clara') es un tipo de cerveza que se consume principalmente en Baviera, al sur de Alemania y se basa en la levadura Saccharomyces uvarum. Helles es una cerveza de color amarillo con una densidad primitiva de mosto de entre un 11 y un 13% y con un porcentaje de alcohol de entre un 4,5 y un 6% (normalmente suele ser un poco mayor que en la de tipo Pilsen). Los límites con las cervezas de tipo Lager y Export no están claramente definidos, de hecho, teóricamente es posible adquirir la misma cerveza como Helles, Lager, Media o Export. En el caso de la cerveza Export la densidad primitiva del mosto debe ser al menos del 12%.
El color de las cervezas pueden variar desde amarillo clara a negro. Para simplificar se diferencian las cervezas también por su color, si bien tampoco hay una medida clara en su diferenciación.
Tanto las cervezas claras bávaras como las oscuras se fabrican según el proceso de elaboración de Múnich.

## Historia
Hasta la década de 1960, la cerveza Helles estaba disponible universalmente en las regiones de habla alemana. En muchas regiones, la Helles fue sustituida poco a poco por cervezas de estilo pilsner, lo que también se debió al cambio de preferencias de los consumidores, que pasaron de la cerveza de barril a la embotellada. En regiones fuera del sur de Alemania, la Helles está recuperando popularidad, especialmente en Berlín, donde la imagen tradicional de la cerveza se ha puesto de moda.
Ejemplos:
- Augustiner Hell
- Paulaner Münchner Hell
- Hacker-Pschorr Münchner Hell
- Hofbräu Original
- Löwenbräu Original
- Spaten Münchner Hell
- Giesinger Münchner Hell
- Weihenstephaner Original Helles
- Tegernseer Hell
- Ayinger Lager Hell
- Chiemseer Hell
- Bayreuther Hell
- Schönramer Hell